# Пьеваловац
Пьеваловац (серб. Пjеваловац, хорв. Pjevalovac) — населенный пункт (деревня) в общине Дервента, который принадлежит энтитету Республике Сербской, Босния и Герцеговина. По результатам югославской переписи населения 1991 года в Пьеваловаце проживало 338 человек.

## Население
В населении деревни преобладают хорваты, также значительна доля сербской национальности.
| 1991                           | - | - | - | - | - | - |
| ------------------------------ | - | - | - | - | - | - |
| 338                            | - | - | - | - | - | - |
| Гистограмма динамики населения |   |   |   |   |   |   |

### Национальный состав
1991 год:
- Сербы — 108 человек (31,95 %)
- Хорваты — 208 человек (61,53 %)
- Югославы — 19 человек (5,62 %)
- Мусульмане — 1 человек (0,30 %)
- Другие — 2 человека (0,60 %)